# Ouadi Hammamat

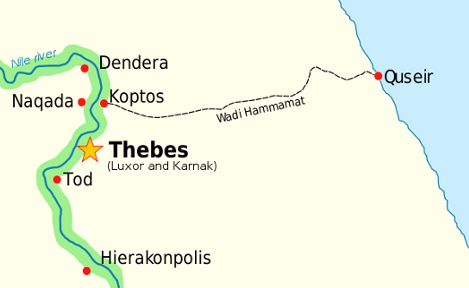
Tracé de l'Ouadi Hammamat

Le Ouadi Hammamat (arabe : وادي الحمامات, copte : ⲣⲱϩⲉⲛⲧⲟⲩ [rōhentou]) est un oued, situé à environ cent-dix kilomètres à l'est de Qena, sur la route caravanière de Coptos, au bord du Nil, vers la mer Rouge, connu depuis l'Antiquité. Son importance en tant que voie d'accès à la mer était telle qu'au premier millénaire avant notre ère, la mer Rouge était appelée mer de Coptos
La vallée de l’Ouadi Hammamat a été exploitée sans interruption pour ses mines d'or et de quartz et ses carrières de granit et de grauwacke, appelé « Pierre de Bekhen », de l’Ancien Empire à l’époque romaine.

## Sous l'administration pharaonique

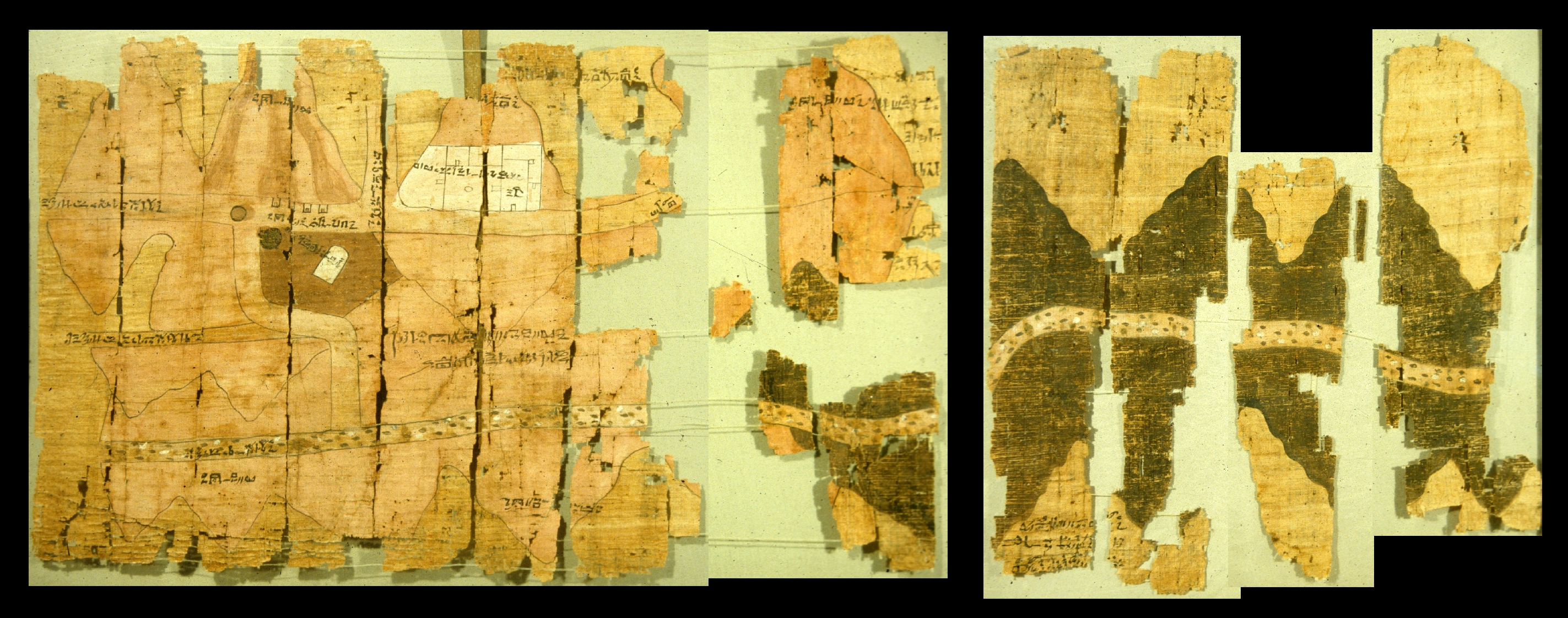
Papyrus minier de Turin décrivant le chemin d'accès aux mines de Faouakhir

Le ouadi Hammamat est une voie essentielle dès l'Ancien Empire. Durant la Première Période intermédiaire, son contrôle fait l'objet d'un conflit entre les villes de Thèbes et de Coptos, qui tourne à l'avantage de la première, dirigée par Antef l'Ancien. 
Sous le règne de Montouhotep III, le chancelier Henou conduisit une expédition dans l'ouadi Hammamat pour préparer une navigation vers le Pays de Pount, et c'est sans doute à cette époque que fut fondé de port de Sâou, d'où partirent les expéditions vers le Pount sous la XIIe dynastie.
Au Moyen Empire, sous Montouhotep III (v. 2009-1997 av. J.-C.), une expédition de 3000 hommes en direction de la mer Rouge, doit traverser le ouadi Hammamat sous la protection de chasseurs et d'habitants du désert oriental (ou désert Arabique), qui sont les seuls maîtres de cette partie de l'Égypte, à cette époque où le pouvoir de la monarchie égyptienne vacille. Sous Sésostris Ier, la construction du temple de Karnak rend nécessaire l'extraction d'une pierre gris-vert sombre, le grauwacke, pour la réalisation des statues monumentales. Une inscription détaille l'organisation d'une expédition de ce type à la fin du règne de Sésostris Ier qui nécessita le déplacement de 19 000 personnes afin de rapporter 60 sphinx et 150 statues dans la vallée. Le ouadi Hammamat est aussi riche en or, en granit et en basalte. Leur extraction doit se faire sous bonne escorte et avec la protection des populations locales. L'apogée de ces mines se situe précisément entre la fin de la XIe dynastie et la XIIe dynastie.
De nombreux objets travaillés et des inscriptions rupestres ont été découverts sur ce site. Parmi ces textes, on trouve des prières, des remerciements aux divinités, le plus souvent Min et Hathor sous la protection desquels le site était placé, et des rapports d'expéditions, gravés en hiéroglyphes sur la roche de l'oued.
Sur une stèle, une inscription datée de l'an 38 de Sésostris Ier (XIIe dynastie), découverte lors des relevés conduits en 1947 par Georges Goyon, évoque les titres du chef d'expédition, ceux qui l'accompagnent, le nombre d'ouvriers, les mérites du chef d'expédition, le résultat de la mission et sa durée, ainsi que les différentes rations distribuées et leur provenance,.
Une autre de ces inscriptions commémore une expédition de trente hommes envoyée pour chercher la pierre du Ouadi Hammamat, peut-être pour faire les deux obélisques en schiste gréseux au nom de Sobekemsaf Ier (XVIIe dynastie), dont l'un a été retrouvé dans la cachette de Karnak.
Le papyrus minier de Turin, du XIIe siècle avant notre ère, décrit les mines d’or de Faouakhir, dans le désert oriental de l’Ouadi Hammamat. La carte géologique qui y figure a dû être dressée à l’occasion d’une expédition sous le règne de Ramsès IV (XXe dynastie).
L'Institut français d'archéologie orientale a effectué un travail de prospection épigraphique au Ouadi Hammamat. L'objectif de cette mission consistait au repérage et à la vérification des textes connus, à la recherche de graffitis nouveaux, ainsi qu'à l'établissement d'un plan topographique du site. L'équipe a trouvé deux-cent-cinquante inscriptions nouvelles, dont un long texte du règne de Mérenrê, une inscription du Moyen Empire et quelques graffitis du Nouvel Empire.

## Sous l'administration perse
La pierre ayant servi à l'érection de la statue de Darius Ier a été expédiée à partir du Ouadi Hammamat.

## Sous l'administration grecque et romaine
C'est sous la domination grecque et surtout romaine, que les Égyptiens vont établir des ports de commerce durables trafiquant avec l'Arabie et les Indes sur la côte de la mer Érythrée, par exemple Myos Hormos, au IIe siècle avant notre ère, dont l'intensif négoce va faire la richesse, notamment celui de la soie et des épices, vivement réclamées par les notables de l'époque.
De plus, il va s'y organiser une exploitation systématique des vastes carrières et des riches mines du Ouadi Hammamat, et s'y installer, généralement au carrefour de plusieurs routes, des séries de fortins occupés par des soldats, des policiers ou des auxiliaires. On parlera de praesidia (sg. praesidium), autour desquelles vont se développer de véritables villes, abritant militaires, ouvriers, commerçants et artisans, près à accueillir les caravanes, les expéditions ou les groupes de mineurs. Pendant le Bas-Empire romain, des thermes, des écuries, des maisons closes, des temples et des nécropoles seront aménagés dans les plus grandes. 
Les Romains vont ainsi exploiter les anciennes galeries aussi bien qu'en creuser de nouvelles. Deux grandes carrières, propriétés de l'empereur, fourniront la matière première : Mons Claudianus, source, entre autres, de la superbe granodiorite, utilisée pour de nombreux édifices, et Mons Porphyrites, matrice du porphyre rouge, très prisé des Romains puis des Byzantins.  
Sur la via Hadriana, la voie impériale longeant la côte, où les pillards et les nomades sont omniprésents, seront construits maints postes de surveillance ainsi que des hydreumata, d'importantes citernes à eau.

## Sous la domination musulmane
L'exploration du Ouadi Hammamat s'est poursuivie longtemps. Mais aux alentours du XIVe siècle, sous les Mamelouks, les carrières et les mines ont été définitivement abandonnées au profit de la seule utilisation de l'oued comme raccourci au pèlerinage vers La Mecque. En effet, des navires faisaient le lien entre Aidhab et la côte arabique.